# زینوند
زینوند، روستایی است در نزدیکی زاغمرز و بندر امیرآباد و از توابع بخش مرکزی شهرستان بهشهر در استان مازندران ایران

## جمعیت
این روستا در دهستان میان کاله قرار دارد و براساس سرشماری مرکز آمار ایران در سال ۱۳۹۵، جمعیت آن ۱۴۸۴ نفر (۴۸۷ خانوار) بوده‌است.